# Stemma della Normandia
Lo stemma della Normandia è l'arme con cui viene rappresentata la moderna regione normanna e la cui introduzione, tradizionalmente, viene fatta risalire all'epoca del Ducato di Normandia.
La bandiera normanna riprende il disegno di questo stemma.

## Blasonatura e significato
Lo stemma di Normandia, riferisce lo storico siciliano Agostino Inveges, consta di due leopardi d'oro, armati e lampassati d'azzurro, posti in palo in campo rosso.
(Blasonatura)
L'Inveges ritiene che i duchi di Normandia abbiano scelto la figura del leopardo «per accennar la natia ferocia, e 'l militar valore della Gente Normanna».  Riguardo a tale figura araldica, invece, l'intellettuale e araldista Marco Antonio Ginanni scrive che «chi prese il Leopardo per Insegna dimostrò particolarmente, ch'ei fosse Guerriero d'ingegno acutissimo per superare gl'incontri più difficili».

## Origine dell'arme e simbolismo

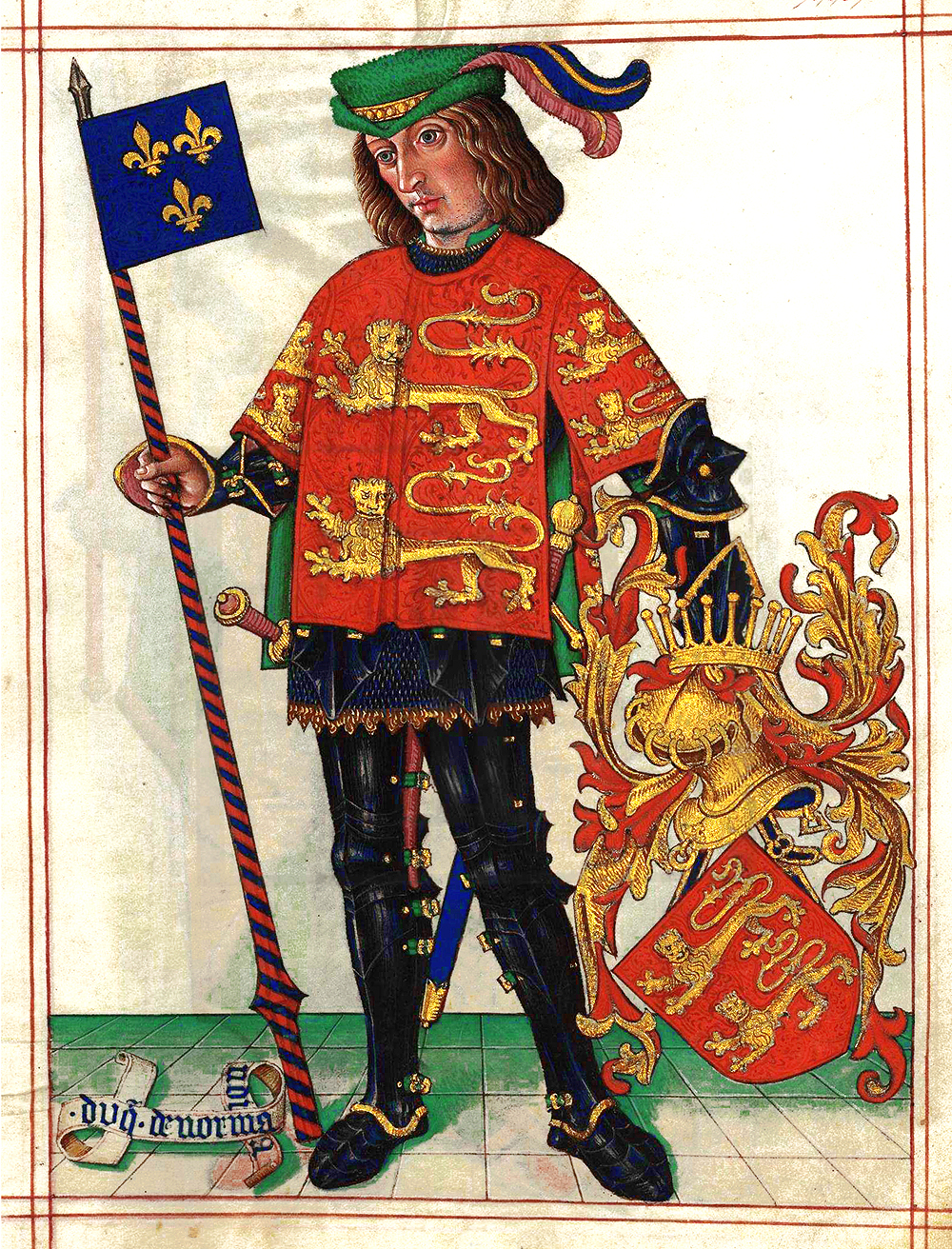
Arme del Ducato di Normandia. Miniatura dal Livro do Armeiro-Mor.

Quanto all'origine dell'insegna, l'Inveges sostiene che la dinastia normanna si armò di due e non di un solo leopardo poiché i due animali araldici avrebbero dovuto rappresentare i due fratelli Rollone (capostipite della casata) e Gurim, le cui gesta sono narrate nelle cronache degli storici normanni Dudone di San Quintino e Guglielmo Gemmaticense.
Diversamente, l'araldista e genealogista Goffredo di Crollalanza, riportando che il primato dell'introduzione di tale arme sia da ascrivere a Guglielmo il Conquistatore, riferisce che egli avrebbe scelto i leopardi «per indicare, coll'ibridismo di questi animali, la sua bastardigia».

## Armi derivate
Sia il Ginanni, sia il Crollalanza concordano nell'asserire che l'arme d'Inghilterra è il risultato dell'unione tra l'insegna normanna e quella di Guienna, che consta d'un unico leopardo d'oro in campo rosso.
(Marco Antonio Ginanni)
Entrando più nel dettaglio, il Crollalanza puntualizza che sarebbe stato Enrico II d'Inghilterra ad aggiungere il terzo leopardo al proprio stemma: egli, infatti, sposando Eleonora d'Aquitania, avrebbe sommato il leopardo presente nell'arme della consorte ai due leopardi dell'arme normanna.
(Goffredo di Crollalanza)

Stemma dell'Aquitania o Guyenna
Stemma della Normandia
Stemma dell'Inghilterra